# Шарберда
Шарберда́ (Шарберди, рос. Шарберда) — присілок в Граховському районі Удмуртії, Росія.

## Населення
Населення — 31 особа (2010; 43 у 2002).
Національний склад станом на 2002 рік:
- росіяни — 77 %

## Господарство
В центрі присілка встановлено обеліск на честь воїнів, що загинули в роки Другої світової війни.

## Історія
За даними 10-ї ревізії 1859 року в присілку було 12 дворів та проживало 105 осіб. До 1924 році присілок був в складі Староятчинської волості, а після її розформування присілок відійшло до складу Кримсько-Слудської сільської ради Троцької волості. Того ж року створюється Староятчинська сільська рада. З 1925 року присілок повертається до Староятчинської сільської ради.

## Урбаноніми[4]
- вулиці — Савельєва, Шарбердинська